# مطموط مقنع
المطموط المقنع (الاسم العلمي: Baryphthengus) هو جنس من الطيور يتبع الفصيلة المطموطية من رتبة الشقراقيات.

## أنواع المطموط المقنع
- مطموط أصهب (الاسم العلمي:Baryphthengus martii)
- مطموط متوج أصهب (الاسم العلمي:Baryphthengus ruficapillus)